# Pieris wollastoni
Pieris wollastoni é uma espécie de insetos lepidópteros, mais especificamente de borboletas pertencente à família Pieridae.
A autoridade científica da espécie é Butler, tendo sido descrita no ano de 1886.
Trata-se de uma espécie presente no território português.